# HMS Atherstone (L05)
«Етерстоун» (L05) (англ. HMS Atherstone (L05) — військовий корабель, ескортний міноносець типу «Хант» «I» підтипу, головний у всієї серії ескортних міноносців цього типу, що перебували у складі Королівського військово-морського флоту Великої Британії за часів Другої світової війни.
«Етерстоун» закладений 8 червня 1939 року на верфі компанії Cammell Laird у Беркенгеді. 12 грудня 1939 року він був спущений на воду, а 23 березня 1940 року увійшов до складу Королівських ВМС Великої Британії.
Ескортний міноносець «Етерстоун» брав участь у бойових діях на морі в Другій світовій війні, бився у Північній Атлантиці, супроводжував транспортні конвої союзників.
За проявлену мужність та стійкість у боях бойовий корабель заохочений вісьмома бойовими відзнаками.

## Історія служби
Під час випробувань «Етерстоуна» з'ясувалося, що стійкість корабля залишає бажати кращого, як і на 17 інших міноносцях типу «Хант», що були закладені до закінчення розрахунків. Щоб виправити ситуацію на кораблях, стадія завершення яких вже не дозволяла усунути недоліки перебудовою корпусу, було вирішено зняти третю спарену 102-мм установку Mk XVI, автомат «пом-пом» був переміщений на кормову надбудову (для перерозподілу навантаження). Крім цього, було укладено в корпусу корабля баласт вагою приблизно 50 тонн. Тепер цей тип міноносців звався «Хант I» (англ. Type I Hunt Class Escort Destroyer). До цього типу належали всі побудовані за програмою 1939 року 20 кораблів і побудованих за «надзвичайною військовою програмою» 3 кораблі. Таким чином 23 березня 1940 року модифікований «Етерстоун» був завершений і введений в експлуатацію під номером L05.
Після введення в експлуатацію та початкових випробувань «Етерстоун» увійшов до 1-ї флотилії есмінців, що базувалася в Портсмуті, і виконував обов'язки супроводу конвою в Ла-Манші. У червні та липні він діяв у складі Домашнього флоту, а в серпні повернувся до Портсмута. 11 вересня 1940 року, супроводжуючи конвой CW 11 у Ла-Манш, «Етерстоун» був вражений двома бомбами і третя майже влучила в корпус корабля; ці ураження завдали серйозних пошкоджень та призвели до загибелі 5 членів екіпажу. Після ремонту на верфі Чатем у січні 1941 року корабель знову приєднався до 1-ї флотилії есмінців, відновивши виконання ескортних функцій зі супроводу конвоїв у Ла-Манш. У грудні 1941 року, після переобладнання в Саутгемптоні, «Етерстоун» перейшов до 15-ї флотилії есмінців, що базувалася в Девонпорті.
26 березня 1942 року «Етерстоун» відплив з Фалмута з групою британських кораблів у рамках операції «Колісниця». Запланований рейд спеціального угруповання союзників з британських командос та Королівських ВМС на окупований французький порт Сен-Назер мав за мету виведення з ладу найпотужнішого морського сухого доку «Нормандія» на атлантичному узбережжі, яким міг бути використаний німецьким лінкором «Тірпіц». Застарілий британський есмінець «Кемпбелтаун» був начинений 4 тоннами вибухівки та з розгону врізався у ворота потужного Нормандського сухого доку. «Етерстоун» та однотипний «Тайнедейл» супроводжували «Кемпбелтаун» і решту ударних сил, буксируючи моторний гарматний човен MGB 314 на проході до Сент-Назера. Рано 27 березня «Тайнедейл» помітив німецький підводний човен U-593, і два ескортних есмінці атакували підводний човен. Незважаючи на те, що U-593 вцілів після атаки, есмінці змусили підводний човен залишатися під водою протягом кількох годин, не даючи йому можливості перешкоджати проведенню операції.
У травні 1942 року «Етерстоун» перейшов до 16-ї флотилії есмінців, яка супроводжувала конвої біля східного узбережжя Британії. У березні 1943 року корабель перевели на Середземне море, де він увійшов до складу 18-ї флотилії есмінців. У липні 1943 року «Етерстоун» взяв участь у вторгненні союзників на Сицилію, входив до складу військово-морського угруповання, яке підтримувало висадку британського XXX корпусу на південний захід від Сиракуз. У вересні 1943 року «Етерстоун» залучався до операції «Аваланч», англо-американській висадці в Салерно в Італії, увійшовши до складу супроводу авіаносців, які забезпечували повітряне прикриття висадки.
26 листопада 1943 року ескортний міноносець врятував близько 70 вцілілих з військового транспортного судна HMT Rohna, що був потоплений планерною бомбою Henschel Hs 293 біля берегів французького Алжиру. У серпні 1944 року союзники вторглися на південь Франції, а «Етерстоун» супроводжував конвої до районів плацдармів.
У листопаді 1944 року «Етерстоун» діяв у 5-ій флотилії есмінців, що базувалася в Александрії, і виконувала завдання в акваторії Адріатичного моря. 9 грудня «Етерстоун» і есмінець «Олденхем» обстріляли німецькі війська на острові Раб. 14 грудня 1944 року обидва есмінці здійснили ще одну операцію з обстрілу цілей на острові Паг. На шляху повернення з цієї операції, «Олденхем» підірвався на міні і затонув за 45 миль (83 км) на південний схід від Поли. «Етерстоун» зібрав 63 вцілілих, але 126 членів екіпажу англійського корабля загинули.
23 вересня 1945 року «Етерстоун» відплив із Середземного моря до Британії і був переведений до резерву у Портсмуті. У 1953 році корабель перевели до Кардіффа, де він залишався у розширеному резерві. 23 листопада 1957 року «Етерстоун» був переданий британській компанії British Iron & Steel Corporation для утилізації і відбуксируваний у Порт-Глазго для утилізації компанією Smith & Houston.